# Link relation
link relationとはハイパーリンク付属の記述属性で、リンクの種類やソースと宛先リソース間の関係を定義するために使用される。この属性は自動化システムでの使用や、異なる方法でユーザーに提示することが可能である。
HTMLにおいて、rel属性とlink、a、areaといった要素が定義されている。CSSを参照する標準的な方法を含む例である <link rel="stylesheet" href="example.css"/>は、外部リソースはスタイルシートであるhref属性にリンクしていることを指し示しており、ウェブブラウザは通常、ページをレンダリングするためにこのファイルを読み込んでいる。別の例として一般的なfaviconのアイコンに対応するrel="shortcut icon"がある。
Link relationsは一部のマイクロフォーマット（例としてタギングに対応したrel="tag"）やXHTML Friends Network (XFN)、Atom標準、XLink、HTMLで使用される。標準化されたlink relationはHATEOASの基礎の1つとして、RESTシステムにおいて利用できる状態遷移の意味を理解するためのユーザーエージェントに対応している。
Internet Engineering Task Force (IETF)は標準化されたlink relationのレジストリや、RFC 5988で定義された標準化link relationを拡張するための手順を所持している。HTML 5も正当なlink relationを定義している。
HTML 4において、リンクのrev attributeも定義されていて、リソース間の逆関係を定義するものだったがHTML 5でこの属性は除去された。

## Semantic Web実装
RDFで設定されたリンクはSemantic Webにおいて、RDFトリプルの関係（述語）タイプを識別するためのLODデータセットにおいて基本となっていて、Giant Global Graphの機会読み取り可能ステートメントの自動加工性を構築している。RDFにおいて設定されたリンクはrdf:typeの値として表記され、LOD datasetsからの確立した制御された語彙の用語や定義を使用した関係タイプを次のように定義している。
```
<rdf:type
 
rdf:resource=
"http://schema.org/Person"
 
/>

```